# Balingsta socken
Balingsta socken i Uppland ingick i Hagunda härad, uppgick 1967 i Uppsala stad och området ingår sedan 1971 i Uppsala kommun och motsvarar från 2016 Balingsta distrikt.
Socknens areal är 21,46 kvadratkilometer varav 21,40 land. År 2000 fanns här 400 invånare. Viks slott samt kyrkbyn Balingsta med sockenkyrkan Balingsta kyrka ligger i socknen.  

## Administrativ historik
Balingsta socken omtalas i skriftliga handlingar 1292 ('ecclesie Baldingstad'). Den nuvarande kyrkans äldsta delver är uppförda omkring 1200 eller något senare.
Vid kommunreformen 1862 övergick socknens ansvar för de kyrkliga frågorna till Balingsta församling och för de borgerliga frågorna bildades Balingsta landskommun. Landskommunen uppgick 1952 i Södra Hagunda landskommun som 1967 uppgick i Uppsala stad som 1971 ombildades till Uppsala kommun.
1 januari 2016 inrättades distriktet Balingsta, med samma omfattning som församlingen hade 1999/2000.  
Socknen har tillhört län, fögderier, tingslag och domsagor enligt vad som beskrivs i artikeln Hagunda härad. De indelta soldaterna tillhörde Upplands regemente, Hagunda kompani.

## Geografi
Balingsta socken ligger sydväst om Uppsala, norr om Lårstaviken med Sävaån i väster. Socknen är en svagt kuperad slättbygd.

## Fornlämningar
Från bronsåldern finns spridda gravrösen och skålgropsförekomster. Från järnåldern finns några gravfält. Tolv runristningar har påträffats.

## Namnet
Namnet skrevs 1292 Baldingstadh och kommer från kyrkbyn. Efterleden är sta(d), 'ställe'. Förleden har antagits innehålla manbinamnet Baldunger.